# 小生

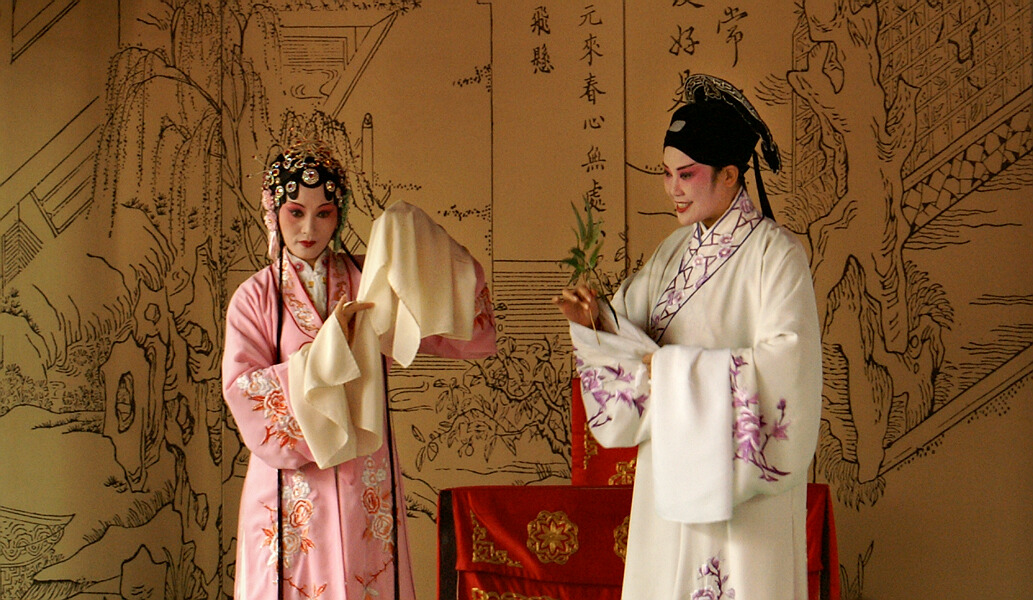
昆曲《牡丹亭》的表演片段，右为小生柳梦梅。

小生是中國戲曲中的行當名稱，是生的一種，一般是演文戲而不掛鬚的男角。

## 分類

### 京剧小生
京剧的行当主要分生、旦、净、丑四种。生又分老生，小生，武生。

### 越剧小生
在越剧里小生指年轻男性角色。目前越剧行当以小生与小旦两个行当为主。现在越剧小生大多由女演员扮演，只有很少的男小生演员。
小生可细分为书生、穷生、官生、武生四种。书生如《梁山伯与祝英台》中的梁山伯等，穷生如《杜十娘》中的李甲等，官生如《打金枝》中的郭暧等，武生如《貂蝉》中的吕布等。

### 粤剧小生
在粵劇裡自1930年代六柱制興起後，小生變成班中的「第二男主角」或「男配角」。